# Yin-yang-skolan
Yin-yang-skolan är en av de sex klassiska skolorna inom kinesisk filosofi. Enligt denna styrs universum av två med varandra balanserade krafter, yin och yang som alltid ska vara i balans. Den sammansmälte med wuxing och har starkt påverkat den neokonfucianska metafysiken.